# 만딩어

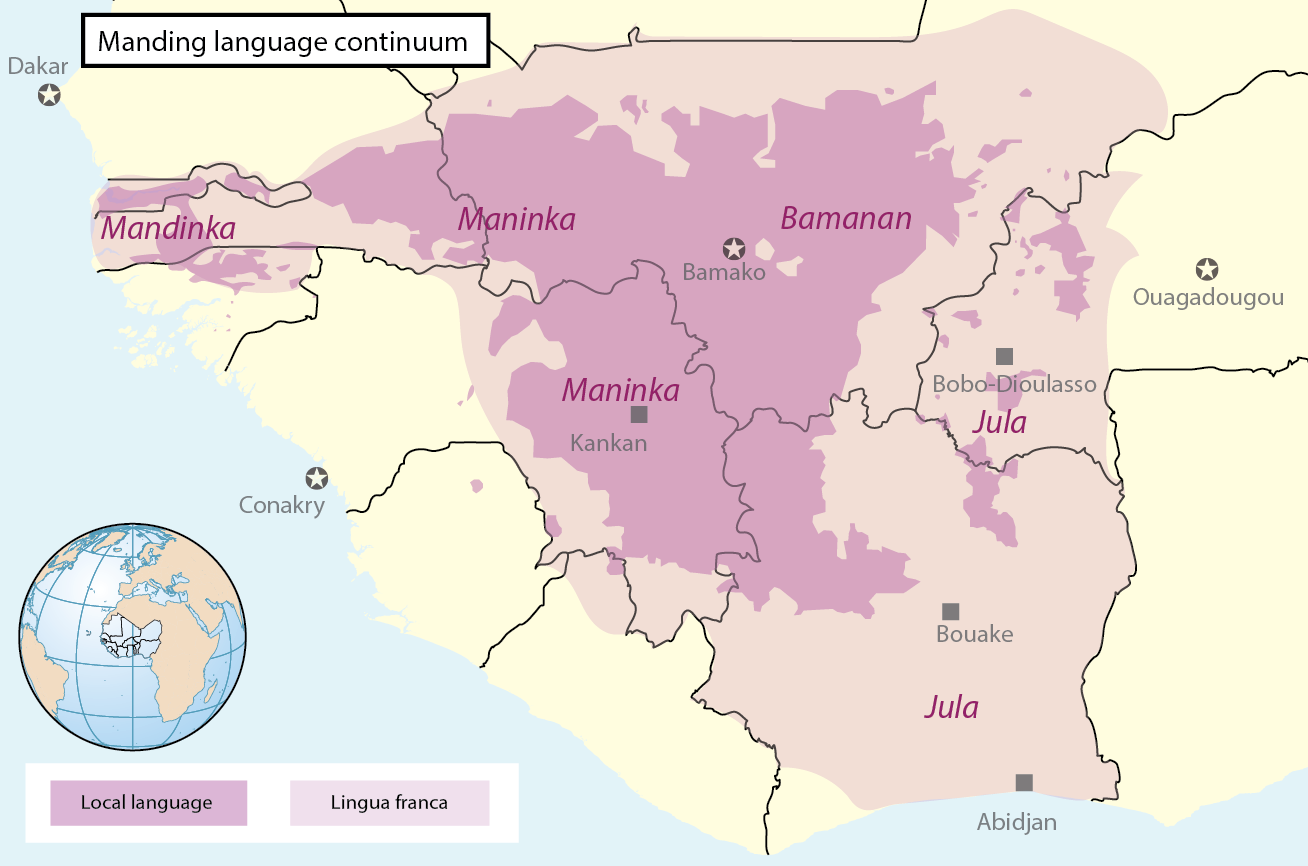
짙은 색은 만딩어가 토착 언어인 지역, 옅은 색은 만딩어가 통용되는 지역.

만딩어(Manding, Manden)는 만데어파에 속하는 방언 연속체이다. 방언의 친연도에 따라서 소속 언어 간에 상호 의사소통이 가능할 수 있으므로, 하나의 언어로 볼 수도 있고 여러 언어의 어군으로 볼 수도 있다.
부르키나파소, 세네갈, 기니비사우, 기니, 라이베리아, 코트디부아르, 감비아에 걸쳐 3~4천만 명의 화자가 분포한다. 주요한 소속 언어로, 감비아의 최대 언어인 만딩카어, 말리의 공용어인 밤바라어, 기니와 말리의 주요 언어 중 하나인 마닝카어, 코트디부아르 북부와 부르키나파소 서부의 교역 언어인 줄라어 등이 있다.

## 분류
- 서부 만딩어
  - 카송케어
  - 만딩카어
  - 키타 마닝카어
  - 자항카어
- 동부 만딩어
  - 마르카어
  - 밤바라어-줄라어
  - 마닝카어
  - 볼론어

## 같이 보기
- 응코 문자
- 응코어